# Communauté de communes de la Station des Rousses-Haut-Jura
La communauté de communes de la Station des Rousses-Haut-Jura (CCSR) est une communauté de communes française située dans le département du Jura, en Franche-Comté, dans la région administrative Bourgogne-Franche-Comté.
Elle regroupe les communes de la station des Rousses, un domaine de ski alpin important composé des Rousses, de Bois-d'Amont, de Lamoura et de Prémanon.

## Historique
En 1975, un Syndicat mixte réunissant Bois d’Amont, les Rousses, Prémanon et Lamoura prend en charge la gestion et l’aménagement des activités de ski de fond. Avec le développement touristique chacun perçoit la nécessité d’un outil de promotion commun, qui prend alors la forme d’un Office de tourisme de la Station des Rousses. En 1989, la commune des Rousses crée sous forme associative un club des sports, chargé de l’ensemble de la gestion de l’animation touristique sportive des quatre communes. La communauté de communes est créée en 1993.

## Composition
La communauté de communes est composée des 4 communes suivantes :

| Nom                 | Code Insee | Gentilé         | Superficie (km2) | Population (dernière pop. légale) | Densité (hab./km2) |
| ------------------- | ---------- | --------------- | ---------------- | --------------------------------- | ------------------ |
| Les Rousses (siège) | 39470      | Rousselands     | 38               | 3 702 (2022)                      | 97                 |
| Bois-d'Amont        | 39059      | Bois-d'Amoniers | 12,06            | 1 695 (2022)                      | 141                |
| Lamoura             | 39275      | Lamourantins    | 22,28            | 659 (2022)                        | 30                 |
| Prémanon            | 39441      | Prémanoniers    | 28,18            | 1 244 (2022)                      | 44                 |

## Compétences
- Aménagement de l’espace
- Développement économique : élaboration, suivi et mise en œuvre du contrat de station
- Définition et mise en œuvre de la politique touristique de la Station des Rousses
- Transports collectifs sur le territoire de la Communauté de communes en liaison avec les territoires limitrophes
- Aide à l’implantation d’une maison médicale sur le territoire de la Communauté de communes
- Protection et mise en valeur de l'environnement
- Politique du logement et cadre de vie
- Étude, conception et travaux de mise en valeur des musées
- Étude de faisabilité pour l’aménagement d’un parc polaire.

## Administration
| Période | Période  | Identité         | Étiquette | Qualité                             |
| ------- | -------- | ---------------- | --------- | ----------------------------------- |
| 1999    | 2020     | Bernard Mamet    | UDI       | Maire des Rousses                   |
| 2020    | En cours | Nolwenn Marchand | DVD       | Ingénieur conseil Maire de Prémanon |

## Démographie
| 1968  | 1975  | 1982  | 1990  | 1999  | 2010  | 2015  | 2022  |
| ----- | ----- | ----- | ----- | ----- | ----- | ----- | ----- |
| 3 512 | 3 963 | 4 285 | 5 184 | 5 544 | 6 357 | 6 897 | 7 300 |